# لوكاسا
لوكاسا "اليد الطويلة" (أو المخلب) أداة عبارة عن جهاز ذاكرة تم إنشاؤه ومعالجته وحمايته بواسطة Bambudye، وهي جمعية سرية قوية في Luba. لوكاسا هي أمثلة على فن لوبا. تم إنشاؤها من قبل أشخاص يلبقون برجال الذاكرة وهم أعضاء في مجتمع قوي ونخبوي، وكان هؤلاء الرجال في الأساس الموسوعة القبلية بحيث يستطيعون قراءة تاريخ أمتهم؛